# Schwedtsee
Der Schwedtsee gehört zum Fürstenberger Seengebiet. Er ist einer der drei Seen, von denen die Stadt Fürstenberg/Havel im Landkreis Oberhavel in Brandenburg eingerahmt wird.

## Geographische Lage und Hydrographie
Er besitzt eine Fläche von etwa 750.000 Quadratmeter und ist bis zu 3,50 Meter tief, seine maximale Ausdehnung beträgt 1,2 × 0,6 Kilometer. Der See wird an seinem Südrand von Westen nach Osten vom Baalensee her in Richtung Stolpsee von der Havel durchflossen.

## Geschichte
Der See wurde bereits 1299 erstmals urkundlich genannt (stagnum Zwett). Er gehörte neben 38 anderen namentlich genannten Seen zur Erstausstattung des Klosters Himmelpfort. Das Kloster hatte das alleinige Nutzungsrecht auf diesem See. Der Name wird von einer altpolabischen Grundform *Svět zu *svět = Licht abgeleitet; die Grundform kommt öfter in slawischen Gewässernamen vor. Im Erbregister der Herrschaft Badingen und Himmelpfort 1574 wird er der Schwedt genannt, 1667 der See Schweet. 1719 wird er als Schwed See bezeichnet, um 1800 findet sich die Schreibweise Schwedt. Der nördliche Teil des Sees gehörte bis 1950 zur Gemeinde Ravensbrück.
Die Mahn- und Gedenkstätte Ravensbrück grenzt an das nordöstliche Ufer des Sees. Weil die Asche aus dem Krematorium des KZ Ravensbrück in den See geschüttet wurde, gilt er als „das größte Massengrab im Lager von Ravensbrück“.

## Nutzung
Der Schwedtsee (SwS) bei OHW-km 59,9 gehört zur 97 Kilometer langen Bundeswasserstraße Obere Havel-Wasserstraße (OHW) der Wasserstraßenklasse I; zuständig ist das Wasserstraßen- und Schifffahrtsamt Oder-Havel.
Der See wird von der Seenfischerei Krempig bewirtschaftet.